# Plato Palace
El Plato Palace (en chino 聯聚瑞和大廈; pinyin: Lián jù ruè hé dàshà) es un rascacielos residencial ubicado en Taichung, Taiwán. La construcción de la torre comenzó en 2017 y fue completada en 2020. La altura del edificio es de 172 m repartidos en 43 pisos y seis niveles de sótano. En enero de 2021 era el edificio residencial más alto de Taichung, el cuarto edificio más alto de Taichung y el vigésimo edificio más alto de Taiwán.  El edificio fue construido bajo estrictos requisitos de prevención de terremotos y tifones comunes en Taiwán .